# داردانل شمالی (آرکانزاس)
داردانل شمالی (به انگلیسی: North Dardanelle) یک منطقهٔ مسکونی در ایالات متحده آمریکا است که در شهرستان پوپ، آرکانزاس واقع شده‌است. داردانل شمالی ۱۱۰٫۰۳ متر بالاتر از سطح دریا واقع شده‌است.